# 林铎 (1956年)
林铎（1956年3月—），男，汉族，山东菏泽人，中华人民共和国政治人物。中共中央党校法学专业毕业，中央党校研究生学历，政工师。第十八届中共中央候补委员、第十九届中共中央委员。曾任甘肃省人民政府省長，中共甘肃省委书记、甘肃省人大常委會主任。现任全国人大华侨委员会副主任委员。

## 生平
1974年12月，林铎参军入伍，为中国人民解放军海军潜艇一支队401乙艇战士。1975年10月加入中国共产党。1979年12月，任中华人民共和国航天工业部511站宣传科、光学室干事。

### 北京
1982年11月复员后，分配到北京市怀柔公路管理所工程二队，历任政工员，党委副书记、副主任，党委书记。1989年10月，任北京市公路管理处党委副书记，北京市公路局党委副书记、纪委书记兼组织部长。1992年12月，任北京市交通局党委常委、纪委书记兼市公路局党委副书记、纪委书记。1994年9月，任北京市市政管委会副主任。1999年5月，任北京市市政管委会副主任兼北京市燃气集团有限责任公司党委书记、董事长，管委会主任、党组书记。2003年1月，任中共北京西城区区委副书记、区长。2006年10月，任中共北京西城区区委书记。2010年7月，任中共北京市委副秘书长。

### 黑龙江
2010年7月，任中共哈尔滨市委副书记，市政府党组书记。2010年8月，任中共哈尔滨市委副书记，市政府代市长、党组书记；2011年1月，正式任市政府市长、党组书记。2012年1月，任中共哈尔滨市委书记。2012年4月，任中共黑龙江省委常委、中共哈尔滨市委书记。

### 辽宁
2014年8月，任中共辽宁省委常委、省纪委书记。

### 甘肃
2016年3月，任中共甘肃省委副书记。2016年4月1日，任中共甘肃省委副书记、甘肅省副省長、代省長。2016年5月24日，當選為甘肅省省長。2017年4月1日，任中共甘肃省委书记。2017年5月5日，當選甘肅省人大常委會主任。2021年3月30日，不再担任中共甘肃省委书记。
2016年7月，被甘肃省第十二届人大常委会第二十五次会议补选为第十二届全国人民代表大会代表。2018年2月24日，当选为第十三届全国人大代表。

### 全国人大
2021年4月29日，十三届全国人大常委会第二十八次会议决定任命林铎为全国人大华侨委员会副主任委员。